# Montes orientais de Gap
Os Montes orientais de Gap  (em italiano:   Monti orientali di Gap) é um maciço que faz parte dos Alpes Ocidentais na sua secção da Alpes do Delfinado e se encontra  no departamento francês dos Altos Alpes. O ponto mais alto é a Grande Autane' com  2.785 m.
Os Alpes das Grandes Rousses e Agulha de Arves, com a Cordilheira de Belledonne, o Maciço des Écrins, o Maciço do Taillefer, o Maciço do Champsaur, o Maciço de Embrunais, e o Montes orientais de Gap formam os Alpes do Delfinado.
Fica delimitado pelo Rio Drac, o Colo Bayard, e o Rio Drac.

## SOIUSA
A Subdivisão Orográfica Internacional Unificada do Sistema Alpino (SOIUSA) criada em 2005, dividiu os Alpes em duas grandes partes:Alpes Ocidentais e Alpes Orientais, separados pela linha formada pelo  Rio Reno - Passo de Spluga - Lago de Como - Lago de Lecco.

### Classificação  SOIUSA
Segundo a SOIUSA este acidente orográfico chama-se  Montes orientais de Gap e é uma Sub-secção alpina  com a seguinte classificação:
- Parte = Alpes Ocidentais
- Grande sector alpino = Alpes Ocidentais-Sul
- Secção alpina = Alpes do Delfinado
- Sub-secção alpina = Montes orientais de Gap
- Código = I/A-5.VII